# Projet Pegasus (comics)
Pour l'affaire d'espionnage, voir Projet Pegasus (journalisme).
Le projet Pegasus (pour Potential Energy Group / Alternate Sources / United States) est un centre de recherche de fiction du gouvernement fédéral des États-Unis et une prison pour êtres surhumains présente dans l'univers Marvel de la maison d'édition Marvel Comics. Créé par Mark Gruenwald, Ralph Macchio et Sal Buscema, le centre apparaît pour la première fois dans le comic book Marvel Two-in-One #42 en août 1978.
Au départ un centre de recherche sur les super-pouvoirs basés sur l'énergie, le projet Pegasus devient ensuite une prison pour les individus surhumains dotés de pouvoirs similaires. Il est situé sur les monts Adirondacks dans le nord-est de l'État de New York.
Plusieurs héros ont successivement occupé le poste de chef de la sécurité au sein du projet Pegasus, notamment la Chose et Quasar. À un moment donné, le lieu a aussi servit de résidence temporaire pour l'Escadron suprême lorsque celui-ci était exilé de son propre univers.